# Nationaal park Peneda-Gerês
Het nationaal park Peneda-Gerês (Portugees: Parque Nacional da Peneda-Gerês) is een nationaal park in Portugal. Het park ligt in het noordwesten van het land, in de regio Norte in de districten Braga, Viana do Castelo en Vila Real. Het nationaal park is 702,9 vierkante kilometer groot en werd opgericht op 8 mei 1971.
Sinds 1997 maakt het park deel uit van het Natura 2000-netwerk van de Europese Unie. Het landschap bestaat uit afgeronde graniettoppen, keien en bossen. Het strekt zich uit van het Castro Laboreiro- tot het Mourela-plateau en omvat de gebergtes Serra da Peneda, Serra do Soajo, Serra Amarela and the Serra do Gerês. De hoogste toppen zijn Peneda (1340 m), Soajo (1430 m), Amarelo (1350 m), Gerês (1545 m) en Altar dos Cabrões (1538 m) op de grens met Spanje waar het gebergte verder loopt in Serra do Xurés. In het park groeit vooral eik en heide. In Matas de Albergaria/Palheiros komen de meeste dieren voor: ree, wild zwijn, otter, Pyrenese desman, vleermuis en soms wolf.